# 吾粲
吾 粲（ご さん）は、中国三国時代の呉の武将・政治家。字は孔休。揚州呉郡烏程県の人。『三国志』に伝がある。

## 生涯
生まれた時から九卿・宰相の顔相があったという（『呉録』）。
寒門の出であったが、殷礼らとともに顧邵から評価されてその友人となったため、名を知られるようになった（「顧雍伝」）。
孫河が烏程県令だった時に官吏として仕えた。孫河が将軍になると、その推薦で曲阿県丞に任命され、やがて長史に昇進し、優れた治績を挙げた。このことで同郡出身の陸遜・卜静と並ぶ名声を得たという。
孫権が車騎将軍になると、将軍府に招かれ主簿として仕えた。後に地方へ出て山陰県令となり、中央に戻った際に参軍校尉に昇進した。
黄武元年（222年）、呉に攻め寄せた魏の大軍を迎え撃つため、呂範・賀斉らとともに洞口へ出陣し、曹休軍の侵攻を防いだ（洞口の戦い）。戦の最中、暴風で船のもやい網が切れてしまい、船が敵陣に流れ着いて捕らえられたり、船が沈没して溺死する者が出た。
他の無事だった船が転覆を恐れ、助けを求める者たちを戈矛で突き殺す中、吾粲と黄淵だけは危険を顧みずに救助した。吾粲と黄淵のおかげで助かった者は百人を越えたという。
その後、会稽太守となった。無位無官であった謝譚という人物を功曹として招いたが応じなかったため、応龍や鳳凰になぞらえて仕官を求めた。
志願兵を募って部隊を編成し、昭義中郎将に任命され、呂岱とともに山越を討伐した。その後、中央に戻って屯騎校尉・少府となった。
赤烏6年（243年）、孫和の太子太傅であった闞沢・薛綜が相次いで没したため（「闞沢伝」・「薛綜伝」）、吾粲は後任となった。しかし、孫和と弟の孫覇による後継者争い（いわゆる二宮事件）が発生すると、自身が孫和の後見人であったこともあり、その騒動に巻き込まれた。吾粲は孫権に嫡庶の分を説き、孫和の正統性を主張した。また、孫覇や孫覇派の楊竺を中央から遠ざけるよう進言した。さらに、吾粲は陸遜へ協力を求めたため、陸遜もそれに応じて孫権に諫言の手紙を送った。しかしこれらの行動は、かえって孫覇や楊竺らの反発を買い、逆に彼らから讒言されることとなった。
孫権は吾粲らの行動に憤り、陸遜に譴責の書状を送るとともに、吾粲を獄に下し処刑した（「陸遜伝」）。
陳寿は「困難な時勢の中、正義を守ろうとして身を滅ぼした。悲しいことである」と評している。